# Geno Silva
Geno Silva (Albuquerque, Új-Mexikó, 1948. január 20. – Los Angeles, Kalifornia, 2020. május 9.) amerikai színész.

## Fontosabb filmjei
Mozifilmek
- Thomasine & Bushrod (1974)
- Mean Dog Blues (1978)
- Wanda Nevada (1979)
- Meztelenek és bolondok (1941) (1979)
- Zoot Suit (1981)
- A sebhelyesarcú (Scarface) (1983)
- Az utolsó csepp (Tequila Sunrise) (1988)
- Farkasember a mamám (My Mom's a Werewolf) (1989)
- Éjszakai szemek 2. (Night Eyes II) (1991)
- Az elveszett világ: Jurassic Park (The Lost World: Jurassic Park) (1997)
- Amistad (1997)
- Mulholland Drive – A sötétség útja (Mulholland Dr.) (2001)
- Túl mindenen (A Man Apart) (2003)
- Tortilla Heaven (2007)

Tv-filmek
- Amerika kedvenc fia (Favorite Son) (1988)
- Texas ördöge (El Diablo) (1990)
- Drogháborúk (Drug Wars: The Cocaine Cartel) (1992)
- Árnyék a napon (Fugitive Nights: Danger in the Desert) (1993)
- Száguldás a semmibe (Vanishing Point) (1997)

Tv-sorozatok
- T. J. Hooker (1984, egy epizódban)
- A szupercsapat (The A-Team) (1986, egy epizódban)
- Külvárosi körzet (Hill Street Blues) (1986, egy epizódban)
- Miami Vice (1988, egy epizódban)
- MacGyver (1991, egy epizódban)
- Days of our Lives (1991, 11 epizódban)
- Gyilkos sorok (Murder, She Wrote) (1992, egy epizódban)
- Key West (1993, 13 epizódban)
- Drága testek (Silk Stalkings) (1994, egy epizódban)
- Walker, a texasi kopó (Walker, Texas Ranger) (1996, két epizódban)
- Sentinel – Az őrszem (The Sentinel) (1996, két epizódban)
- Az Ügynökség (The Agency) (2002, egy epizódban)
- Star Trek: Enterprise (Enterprise) (2005, két epizódban)
- A cukorbáró (Cane) (2007, egy epizódban)

## További információ
- Geno Silva az Internetes Szinkronadatbázisban (magyarul)
- Geno Silva az Internet Movie Database-ben (angolul)
- Geno Silva a Rotten Tomatoeson (angolul)